# Фролкіна Євгенія Едуардівна
Євгенія Едуардівна Фролкіна (нар.. 28 липня 1997, Пенза, Росія) — російська професійна баскетболістка, яка грає на позиції легкого форварда. Срібна призерка Олімпійських ігор в Токіо в баскетболі 3×3.

## Спортивна кар'єра
Разом з сестрою Ольгою починали грати в пензенській ДЮСШ № 1. Після запрошена зіграти за Самару, в іграх за яку помітив тренер з УОР № 4 ім. А Я. Гомельського (Москва) в 2010 році. У 2014 році запросили до Курська, де почала грати в дублі і молодіжній команді Динамо (Курськ).
У 2017 році перейшла до створеної з молодих гравців команди «Інвента» під керівництвом головного тренера Елен Шакірової і виступала в основному складі. У Прем'єр -Лігі сезону 2018/2019 року зайняла з командою 5-е місце.
Після розформування в 2019 році «Інвенти» повернулася до складу курського «Динамо».
У сезонах 2019/20 і 2020/21 років стала срібним призером чемпіонату Росії.
На літніх Олімпійських іграх 2020 року стала срібним Олімпійським призером у складі збірної Росії по баскетболу 3×3.

## Досягнення
- Срібний призер чемпіонату Росії : 2019/2020 та 2020/2021
- Срібний призер літніх Олімпійських ігор 2020 року : Баскетбол 3 × 3[5]
- Бронзовий призер чемпіонату Європи з баскетболу серед дівчат до 20 років : 2017

### Виступи на Олімпіадах
| Олімпіада  | Дисципліна    | Місце |
| ---------- | ------------- | ----- |
| Токіо 2020 | Баскетбол 3×3 | 2     |